# Bruguelandia
Bruguelandia fue una revista de historietas de la Editorial Bruguera publicada entre 1981 y 1983 y dirigida por Armando Matías Guiu. Concebida inicialmente como una revista trimestral, consiguió una periodicidad mensual a partir de su tercer número.

## Trayectoria editorial
Desde su número 7, pasó a editarse la segunda semana del mes en lugar de la última.

## Contenido
Bruguelandia presentaba historietas cómicas actuales, sobre todo españolas, pero también francófonas y de la Hanna Barbera:
| Años        | Números                               | Título                                          | Autoría                                    | Procedencia   |
| ----------- | ------------------------------------- | ----------------------------------------------- | ------------------------------------------ | ------------- |
| 29/06/1981  | 1, 5                                  | Pedro Picapiedra                                |                                            | Hanna-Barbera |
| 29/06/1981  | 1-9, 16, 24, 27                       | Mortadelo y Filemón                             |                                            |               |
| 29/06/1981  | 1, 3, 7, 10, 14                       | El oso Yogui                                    |                                            | Hanna-Barbera |
| 29/06/1981- | 1-2, 4-9, 11-12, 14-16, 19-29         | Neronius                                        | Armando Matías Guiu o Fco. Serrano/Esegé   |               |
| 29/06/1981  | 1, 6, 17                              | Angustio Vidal                                  | Rojas de la Cámara                         |               |
| 29/06/1981  | 1, 4, 5-7, 9-10, 13-14, 17, 19, 22-24 | Sir Tim O'Theo                                  | Raf                                        |               |
| 29/06/1981  | 1, 4-9, 13, 17                        | Trotamundo                                      | Fco. Serrano o Jesús de Cos/Iñigo          |               |
| 29/06/1981  | 1-3, 5-9, 18, 29                      | Zipi y Zape                                     | Escobar                                    |               |
| 29/06/1981  | 1, 2, 4,                              | Huckleberry Hound                               |                                            | Hanna-Barbera |
| 29/06/1981  | 1                                     | Los Pedrusquitos                                |                                            | Hanna-Barbera |
| 29/06/1981  | 1                                     | Jerry y Tuffy                                   |                                            | Hanna-Barbera |
| 29/06/1981  | 1, 2, 5, 8, 11                        | Rigoberto Picaporte, solterón de mucho porte    | Segura                                     |               |
| 29/06/1981  | 1, 4                                  | Doña Tecla Bisturín, enfermera de postín        | Raf                                        | Reedición     |
| 29/06/1981  | 1, 4, 5, 7, 8, 10, 12-29              | El mini rey                                     | Joan March                                 |               |
| 29/06/1981  | 1, 3-9, 11-13, 27                     | Atasco-Star                                     | Franckfurt                                 |               |
| 29/06/1981  | 1                                     | Escubi Du...                                    |                                            | Hanna-Barbera |
| 29/06/1981  | 1, 3-4, 12, 26, 28                    | El botones Sacarino                             | Jesús de Cos/Bruguera Equip                |               |
| 29/06/1981  | 1, 3, 6, 17, 19-20, 26                | Maff y Osso                                     | Julio Fernández/Jiaser                     |               |
| 29/06/1981  | 1, 3, 4, 5, 14                        | Cinco amiguetes                                 | Jaume Rovira                               |               |
| 29/06/1981  | 1, 5-9, 11-12, 14-15, 17-23, 26-29    | Deliranta Rococó                                | Jaume Ribera o José Luis Ballestín/Schmidt |               |
| 1981        | 1, 2, 4-9, 11, 14-19, 21-25           | Don Percebe y Basilio, cobradores a domicilio   | Rojas de la Cámara                         |               |
| 1981        | 2-9, 12-13, 15, 17-18, 22, 27-29      | Camelio Majareto                                | José Luis Ballestín o Jaume Ribera/Schmidt |               |
| 1981        | 2, 3, 4                               | Pulgarcito                                      | Jan                                        | Reedición     |
| 1981        | 2, 5-6, 12, 14, 17, 28                | El doctor Cataplasma                            | Jaume Ribera/Schmidt                       |               |
| 1981        | 2                                     | Tom y Jerry                                     |                                            | Hanna-Barbera |
| 28/09/1981  | 3                                     | Facundo                                         | Gosset                                     |               |
| 28/09/1981  | 3, 4, 7-10, 20, 24-25, 28             | La panda                                        | Segura                                     |               |
| 26/10/1981  | 4                                     | Pepe Gotera y Otilio, chapuzas a domicilio      | Francisco Ibáñez                           | Reedición     |
| 30/11/1981  | 5-6                                   | Los cuentos de tío Vázquez                      | Vázquez                                    | Reedición     |
| 30/11/1981  | 5, 6, 9, 11, 16-17, 19, 22-23         | Cucaracho                                       | Fco. Serrano o Julio Fernández/Jiaser      |               |
| 30/11/1981  | 5-9, 11, 15                           | Los casos de Ching Chong                        | Jaume Ribera/Carrillo                      |               |
| 28/12/1981  | 6-9, 11-29                            | Segis y Olivio, traperos de alivio              | Jaume Rovira                               |               |
| 28/12/1981  | 13, 15, 17                            | Popeye el marino                                | Bud Sagendorf                              | King Features |
| 28/12/1981  | 6, 11                                 | Los Picapiedra                                  |                                            | Hanna-Barbera |
| 11/01/1982  | 7-9, 13, 15-18, 20, 22, 24-27, 29     | Plurilopez                                      | José Luis Ballestín/Tran                   |               |
| 11/01/1982  | 7-8, 11                               | La panda "pop"                                  | Segura                                     |               |
| 11/01/1982  | 7-9, 11                               | Pepe Murciélago                                 | F. Alonso/Adolfo García                    |               |
| 11/01/1982  | 7                                     | Ambrosio Carabino                               | March                                      |               |
| 11/01/1982  | 7                                     | Maratón                                         | Fran/Adolfo García                         |               |
| 11/01/1982  | 7-8, 13, 17                           | Tete Gutapercha                                 | José Luis Ballestín/Tran                   |               |
| 11/01/1982  | 7-9, 13-14, 16, 18-27, 29             | Yolanda                                         | Joan Nebot                                 |               |
| 11/01/1982  | 7-8                                   | Los trogloditas                                 | Gosset                                     |               |
| 15/02/1982  | 8, 14-20, 22-29                       | Carpanta                                        | Escobar                                    |               |
|             | 10                                    | Tiro Loco y Pepe Trueno                         |                                            | Hanna-Barbera |
|             | 10, 12-13, 15, 17                     | Fanny                                           | Tran                                       |               |
|             | 12, 17-18, 20                         | Marzy                                           | Chiqui                                     |               |
|             | 12                                    | Don Gato                                        |                                            | Hanna-Barbera |
|             | 12-15, 21, 24-25, 28-29               | Los señores de Alcorcón, y el holgazán de Pepón | Segura                                     |               |
|             | 13, 15                                | Manolón, conductor de camión                    | Raf                                        |               |
|             | 15, 17-21, 23                         | Los Passotas                                    | Thierry Culliford /Frédéric Jannin         |               |
|             | 18                                    | Jane                                            | Julio Fernández/Íñigo                      |               |
|             | 18                                    | Wendy                                           | Íñigo                                      |               |
|             | 19, 21-23, 26                         | Cromañón                                        | Bara                                       |               |
|             | 19, 21, 23-24, 26                     | Cubito                                          | Dupa                                       |               |
|             | 19                                    | Don Templarius                                  | Gosset                                     |               |

Como otras revistas de la época, Bruguelandia presentaba también abundantes reediciones de personajes clásicos de la casa, pero incluidas en un encarte titulado "Comic Story", que se centraba retrospectivamente en uno o varios autores:
| Número | Aparición  | Comic Story                            |
| ------ | ---------- | -------------------------------------- |
| 1      | 29/06/1981 | Cifré                                  |
| 2      | 1981       | Vázquez                                |
| 3      | 28/09/1981 | Ibáñez                                 |
| 4      | 26/10/1981 | Escobar, Raf y March                   |
| 5      | 30/11/1981 | Conti y Escobar                        |
| 6      | 28/12/1981 | Antonio Bosch Penalva, Julio Fernández |
| 7      | 11/01/1982 | Edmond                                 |
| 8      | 15/02/1982 | Roberto Segura                         |
| 9      | 15/03/1982 | Julio Vivas                            |
| 10     | 04/1982    | Andreu Martín                          |
| 11     | 05/1982    | Roberto Segura                         |
| 12     | 06/1982    | Schmidt                                |
| 13     | 12/07/1982 | Tran                                   |
| 14     | 16/08/1982 | Rovira                                 |
| 15     | 20/09/1982 | Torregrosa                             |
| 16     | 18/10/1982 | Carrillo                               |
| 17     | 15/11/1982 | Montse Vives, Francisco Serrano        |
| 18     | 20/12/1982 | Peñarroya                              |
| 19     | 17/01/1983 | Peñarroya                              |
| 20     | 2/1983     | Carlos Freixas                         |
| 21     | 3/1983     | José Antonio Vidal Sales               |
| 22     | 4/1983     | Rafael Cortiella                       |
| 23     | 5/1983     | Cuyás                                  |
| 24     | 6/1983     | Trini Tinturé                          |
| 25     | 7/1983     | Purita Campos                          |
| 26     | 9/1983     | Jorge                                  |
| 27     | 10/1983    | Ibáñez                                 |
| 28     | 11/1983    | Schmidt                                |
| 29     | 12/1983    | Varios - despedida                     |

Como se explicaba en la portada del primero de estos encartes, sus responsables no pretendían 

hacer una Historia del Comic exahustiva (sic) ni monográfica, sino desenfadada, presentando personajes, dando datos de cuando y cómo nacieron, ofreciendo páginas que son auténticas piezas de museo, junto a otras más recientes para que el interesado por nuestro comic pueda ir viendo la evolución de los dibujantes. Facilitaremos, también, entrevistas con dibujantes y guionistas contando poco a poco la historia de cada personaje, de cada dibujante, de cada guionista que ha significado algo en el Comic español.

La abundante documentación e información de estos encartes se ha revelado luego insustituible para los investigadores.